# Омар Си
Ома̀р Си (на френски: Omar Sy, [ɔmaʁ si]) е френски актьор.
Роден е на 20 януари 1978 година в парижкото предградие Трап в работническо семейство на имигранти от етническата група фулбе, дошли от Сенегал и Мавритания. След като завършва училище, от 1996 започва да работи като комик и през следващите години става известен със скечовете си в радиото, телевизията и в сценични представления, обикновено в партньорство с Фред Тесто. Придобива международна известност с главната роля във филма „Недосегаемите“ (Intouchables, 2011), за която получава награда „Сезар“. През следващите години участва в известни френски и американски филми, като „Джурасик свят“ (Jurassic World, 2015), „Утре започва всичко“ (Demain tout commence, 2016), „Ад“ (Inferno, 2016), „Люпен“ (Lupin, от 2021).

## Избрана филмография
- „Недосегаемите“ (Intouchables, 2011)
- „Джурасик свят“ (Jurassic World, 2015)
- „Утре започва всичко“ (Demain tout commence, 2016)
- „Ад“ (Inferno, 2016)
- „Дивото зове“ (The Call of the Wild, 2020)
- „Люпен“ (Lupin, от 2021)
- „Джурасик свят: Господство“ (Jurassic World Dominion, от 2022)